# 莽族
莽族是越南、中華人民共和國和老撾邊境的跨境民族。
在越南，莽族是官方認定的54個民族之一，居住在萊州省的芒齐县、生胡县和奠邊省的芒莱市社，人口為4,650（2019年）。
在中國一側，莽族被稱為莽人，原屬于未識別民族；2009年，经国家民委和云南省政府批复，将莽人归属为布朗族，保留「莽人」的称谓。1959年，此前长期在云南省金平縣境内的原始森林中游居游耕的莽人，在政府的动员下出林定居定耕，逐步在金平縣金水河镇形成了南科新寨、坪河中寨、坪河下寨、雷公打牛四個自然村，居住著600多人（2003年）。
在老挝，莽人居住在丰沙里省北部山区，村落与人口情况不详。
莽語屬于南亞語系。

## 外部連結
- Mang language page （页面存档备份，存于） from Ethnologue site